# Przymorze
Przymorze (Przymorze, 'bij de zee') is een wijk van de Poolse stad Gdańsk grenzend aan de zee en Jelitkowo. De wijk kan worden onderverdeeld in:
- Przymorze Małe ('klein Przymorze')
- Przymorze Wielkie ('groot Przymorze')

Er zijn veel flats, de bevolkingsdichtheid is dan ook hoog te noemen.

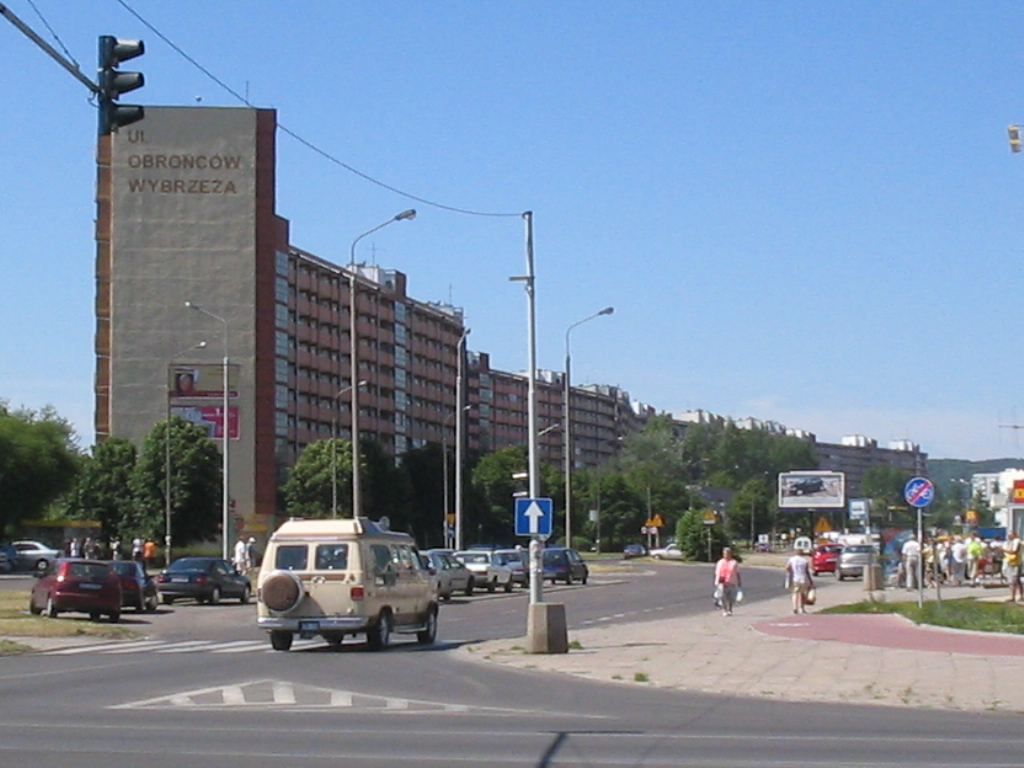
Lang woonblok van circa 700 meter
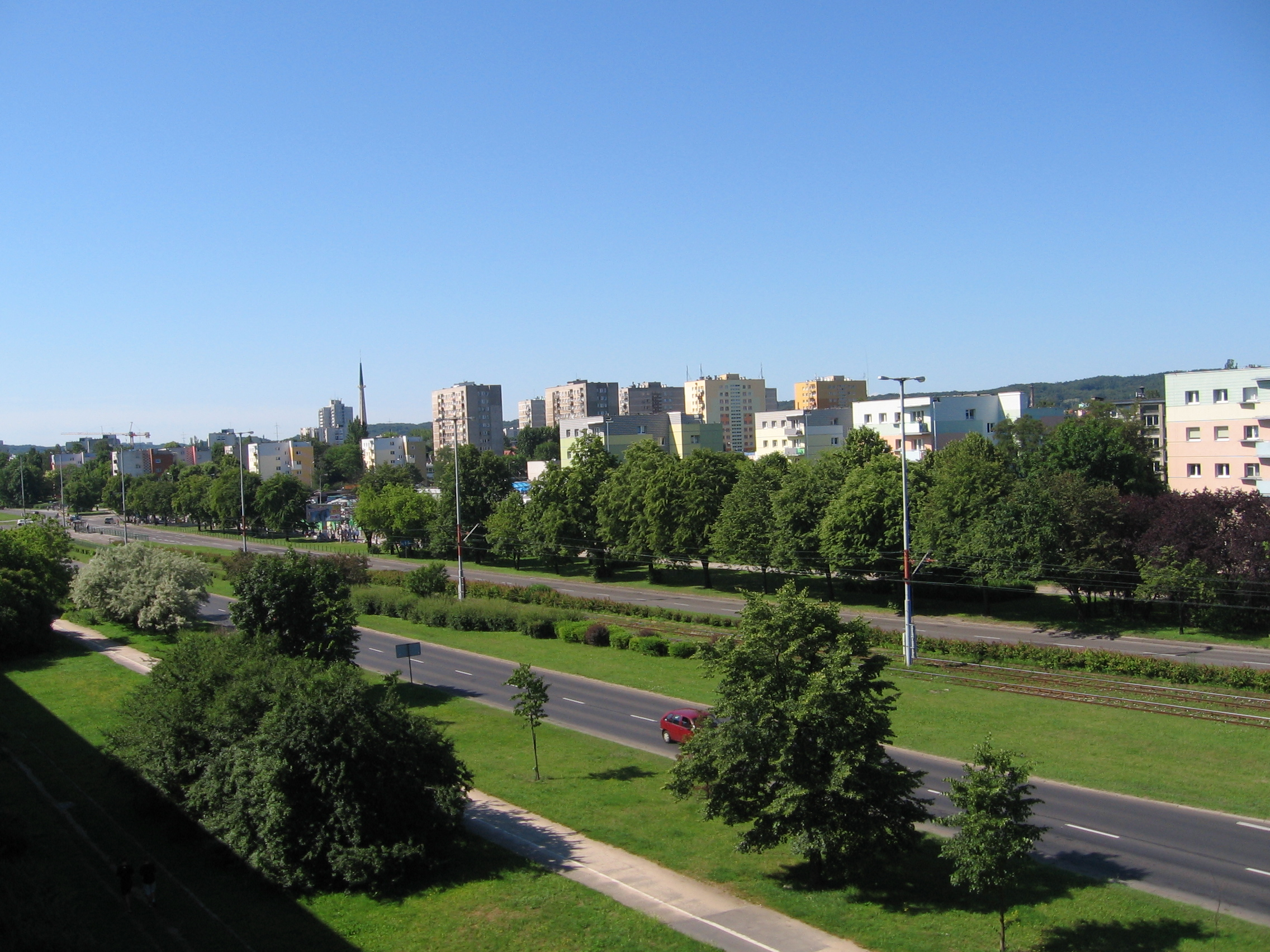
Uitzicht

Aniołki · Brętowo · Brzeźno · Chełm-Południe · Jelitkowo · Kokoszki · Krakowiec-Górki Zachodnie · Letnica · Matarnia · Młyniska · Nowy Port · Oliwa · Olszynka · Orunia-Św.Wojciech-Lipce · Osowa · Piecki-Migowo · Przymorze · Rudniki · Siedlce · Stogi z Przeróbką · Strzyża · Suchanino · Śródmieście · VII Dwór · Wrzeszcz · Wyspa Sobieszewska · Wzgórze Mickiewicza · Zaspa-Młyniec · Zaspa-Rozstaje · Żabianka-Wejhera-Jelitkowo-Tysiąclecia